# NXT TakeOver: WarGames (2019)
NXT TakeOver: WarGames (2019) foi um show de wrestling profissional e evento da WWE Network produzido pela WWE para a sua divisão da marca NXT. O evento aconteceu em 23 de novembro de 2019, na Allstate Arena no subúrbio de Chicago em Rosemont, Illinois. Foi o terceiro evento dentro da cronologia WarGames, e o primeiro a ter uma luta WarGames feminina, bem como o primeiro a ter duas lutas WarGames na mesma noite; foi também o segundo evento TakeOver na história em que o NXT Championship não foi defendido (o primeiro sendo o Respect em 2015), e foi o primeiro que não viu nenhuma defesa de título no card.
Cinco lutas foram disputadas no evento, incluindo uma no pré-show. No evento principal, o Team Ciampa (Tommaso Ciampa, Keith Lee, Dominik Dijakovic e Kevin Owens ) derrotaram The Undisputed Era (Adam Cole, Bobby Fish, Kyle O'Reilly e Roderick Strong) em uma luta WarGames, durante a luta de abertura, o Team Ripley (Rhea Ripley, Candice LeRae, Tegan Nox e Dakota Kai) derrotaram o Team Baszler (Shayna Baszler, Bianca Belair, Io Shirai e Kay Lee Ray) na primeira luta WarGames feminina.

## Produção

### Conceito
TakeOver é uma série de eventos de wrestling profissional que começou em 29 de maio de 2014, quando a marca NXT realizou sua segunda transmissão ao vivo exclusiva na WWE Network chamada TakeOver. Nos meses seguintes, o apelido "TakeOver" se tornou a marca usada pela WWE para todos os seus especiais do NXT ao vivo na WWE Network. O WarGames 2019 foi o 27º evento NXT TakeOver e o terceiro na cronologia TakeOver: WarGames. Foi também o primeiro NXT TakeOver após o NXT se tornar uma das três marcas principais da WWE em setembro.

### Histórias
O card foi composto por cinco lutas, incluindo uma no pré-show. As lutas resultaram de histórias roteirizadas, nas quais os lutadores retratavam heróis, vilões ou personagens menos distintos que geravam tensão e culminavam em uma luta ou série de lutas. Os resultados foram predeterminados pelos escritores da WWE sobre a marca NXT, enquanto as histórias foram produzidas em seu programa semanal de televisão, NXT.
No episódio de 30 de outubro do NXT, uma briga ocorreu com todas as mulheres do elenco após a conclusão da luta pelo WWE Women's Tag Team Championship. Isso levou ao Gerente Geral do NXT, William Regal, a agendar a primeira luta WarGames feminina com Rhea Ripley e a Campeã Feminina do NXT Shayna Baszler sendo capitãs de suas respectivas equipes. Em 6 de novembro no episódio do The Bump, Ripley escolheu Candice LeRae e Tegan Nox, enquanto Baszler escolheu Bianca Belair e Io Shirai. Na mesma noite no NXT, Ripley escolheu Mia Yim como a escolha final para sua equipe depois que Yim salvou sua equipe de uma briga, após a conclusão de uma luta entre Baszler e Dakota Kai. No episódio de 13 de novembro do NXT, uma luta de escadas entre Yim e Shirai foi realizada para determinar qual time teria a vantagem no WarGames. A Campeã Feminina do NXT UK Kay Lee Ray interferiu, permitindo que Shirai vencesse, e posteriormente juntou-se à equipe de Baszler. No entanto, durante o pré-show do WarGames, Yim foi atacada nos bastidores por uma pessoa desconhecida e não pôde competir na luta. Como resultado, Ripley teve que escolher Kai como seu substituta.
No episódio de 30 de outubro do NXT, os Campeões de Duplas do NXT Bobby Fish e Kyle O'Reilly derrotaram Matt Riddle e Keith Lee. Depois disso, The Undisputed Era passou a atacar Lee e Riddle, antes que Tommaso Ciampa aparecesse. Na semana seguinte no NXT, uma luta masculina WarGames foi agendada entre o Team Ciampa (Ciampa, Riddle, Lee e um parceiro de sua escolha) contra The Undisputed Era. No episódio de 13 de novembro do NXT, após uma luta entre Lee e Roderick Strong, The Undisputed Era atacou Ciampa e Lee até que Dominik Dijakovic apareceu. Dijakovic ofereceu-se para ser o quarto membro da equipe, o que Ciampa aceitou. Mais tarde naquela noite, Riddle deixou a equipe de Ciampa após ser escalado para enfrentar Finn Bálor. No episódio de 20 de novembro do NXT, Cole derrotou Dijakovic em uma luta de escadas para ganhar a vantagem no WarGames.
No episódio de 13 de novembro do NXT, Finn Bálor insultou o elenco do NXT como “todos os meninos que não aguentam uma surra”, mencionando especificamente Johnny Gargano e Matt Riddle. Riddle atacou Bálor, que recuou. Mais tarde naquela noite, Riddle ajudou seus então parceiros do WarGames Keith Lee e Tommaso Ciampa contra seus oponentes programados, The Undisputed Era. No entanto, Bálor apareceu e atacou Riddle. Como resultado, uma luta entre os dois foi marcada para TakeOver.
No episódio de 16 de outubro do NXT, Pete Dunne aplicou um finger snap em Killian Dain, antes da luta agendada de Dunne contra Damian Priest . Priest viria a derrotar Dunne depois de um golpe baixo. Uma revanche entre Dunne e Priest foi agendada no episódio de 6 de novembro do NXT, onde Dunne venceria por submissão. Após a luta, Dain atacou Dunne e Priest. No episódio de 13 de novembro do NXT, uma luta entre Dunne e Dain foi marcada para a noite. No entanto, Priest atacou Dain e, posteriormente, uma briga ocorreu entre os três. Em 19 de novembro, uma luta Triple Threat entre Dunne, Priest e Dain foi agendada para o TakeOver, com o vencedor recebendo uma luta pelo NXT Championship contra o campeão Adam Cole no Survivor Series na noite seguinte.
Em 22 de novembro, uma luta entre Isaiah "Swerve" Scott e Angel Garza foi agendada para o pré-show do TakeOver.

## Evento
| Função:                   | Nome:             |
| ------------------------- | ----------------- |
| Comentaristas em inglês   | Mauro Ranallo     |
| Comentaristas em inglês   | Nigel McGuinness  |
| Comentaristas em inglês   | Beth Phoenix      |
| Comentaristas em espanhol | Carlos Cabrera    |
| Comentaristas em espanhol | Marcelo Rodríguez |
| Anunciadora de ringue     | Alicia Taylor     |
| Árbitros                  | Drake Wuertz      |
| Árbitros                  | Darryl Sharma     |
| Árbitros                  | Jessika Carr      |
| Árbitros                  | DA Brewer         |
| Painel do pré-show        | Charly Caruso     |
| Painel do pré-show        | Sam Roberts       |
| Painel do pré-show        | Pat McAfee        |

### Pré-show
Isaiah "Swerve" Scott enfrentou Angel Garza. Garza executou o "Wing Clipper" em Scott para vencer.
Anteriormente, Mia Yim foi atacada por uma pessoa desconhecida e foi declarada incapaz de competir no WarGames. Rhea Ripley escolheu Dakota Kai como sua substituta.

### Lutas preliminares
A primeira luta foi a luta WarGames envolvendo a equipe Ripley (Rhea Ripley, Candice LeRae, Tegan Nox e Dakota Kai) e a equipe Baszler (Campeã Feminina do NXT Shayna Baszler, Bianca Belair, Io Shirai e a Campeã Feminina do NXT do Reino Unido Kay Lee Ray). LeRae e Shirai começaram. Depois de cinco minutos, Belair entrou, seguida por Ripley e Ray. Como Kai estava programada para entrar, ela atacou sua companheira de equipe Nox; Kai iria embora e Nox foi considerada incapaz de competir. Baszler entrou por último. Shirai executou um Moonsault fora da jaula em LeRae e Belair, e Ripley atingiu Ray com uma lata de lixo. Baszler aplicou o Kirifuda Clutch, mas Ripley usou algemas em Bazler. Ripley executou o Riptide através de duas cadeiras para vencer. Apesar de nenhuma delas competirm na luta, Nox e Kai foram anunciadas como parte do Team Ripley.
Em seguida, Pete Dunne, Damian Priest e Killian Dain competiram para determinar o desafiant ao NXT Championship no Survivor Series. Dain executou um Running Senton em Priest enquanto Dunne prendeu Dain em um sleeper hold, e Dunne pinou Priest para vencer.
Na penúltima luta, Matt Riddle enfrentou Finn Bálor. Bálor realizou um 1916 em Riddle para vencer.

### Evento principal
No evento principal, a equipe Ciampa (Tommaso Ciampa, Keith Lee, Dominic Dijakovic e um parceiro desconhecido) enfrentaram The Undisputed Era (Campeão do NXT Adam Cole, Campeões de Duplas do NXT Bobby Fish e Kyle O'Reilly e Campeão Norte-Americano do NXT Roderick Strong ) em uma luta WarGames. Ciampa e Strong começaram. Após cinco minutos, O'Reilly entrou, sendo seguido por Dijakovic, Fish, Lee e Cole. Ciampa empurrou Cole através de uma mesa contra a barreira. Kevin Owens foi revelado como o parceiro desconhecido e entrou por último. Owens executou um Stunner em Cole, mas Strong anulou o pinfall na contagem de dois. Cole realizou um Panama Sunrise na plataforma de aço em Owens. Dijakovic executou um Chokeslam através de uma mesa em Strong, Owens executou um Frog Splash em uma mesa em O'Reilly e Lee executou uma Super Spirit Bomb em uma mesa em Fish. Ciampa realizou um Air Raid Crash fora da jaula por meio de duas mesas em Cole para vencer.

## Resultados
| Nº                                          | Resultados | Estipulações                                                                             | Tempo |
| ------------------------------------------- | --- | ---------------------------------------------------------------------------------------- | ----- |
| Pré- show                                   | Angel Garza derrotou Isaiah "Swerve" Scott | Luta individual                                                                          | 7:35  |
| 1                                           | Team Ripley (Rhea Ripley, Candice LeRae, Tegan Nox e Dakota Kai) derrotaram Team Baszler (Shayna Baszler, Bianca Belair, Io Shirai, e Kay Lee Ray)              | Luta War Games                                                                           | 27:24 |
| 2                                           | Pete Dunne derrotou Damian Priest e Killian Dain | Luta triple thrat para determinar o desafiante #1 ao NXT Championship no Survivor Series | 19:56 |
| 3                                           | Finn Bálor derrotou Matt Riddle | Luta individual                                                                          | 14:21 |
| 4                                           | Team Ciampa (Tommaso Ciampa, Keith Lee, Dominik Dijakovic e Kevin Owens) derrotaram The Undisputed Era (Adam Cole, Bobby Fish, Kyle O'Reilly e Roderick Strong) | Luta War Games                                                                           | 38:26 |
| (c) – Refere-se aos campeões antes da luta. | |                                                                                          |       |

## Depois do evento
Após o show, em um vídeo no Facebook ao lado de Triple H, Rhea Ripley selecionou Candice LeRae, Bianca Belair, Io Shirai e a superestrela da NXT UK Toni Storm como parte da equipe NXT para a luta survivor seris feminina 5-contra-5-contra-5. . Durante o pré-show do Survivor Series no dia seguinte, Shawn Michaels anunciou Tommaso Ciampa, Keith Lee, Damian Priest, Matt Riddle e o Campeão do Reino Unido Walter como parte da equipe NXT para o survivor series masculino de 5-contra-5-contra-5. No evento,o NXT ganhou a supremacia da marca sobre o Raw e SmackDown depois que a equipe de Ripley, Roderick Strong e Shayna Baszler venceram suas lutas entre marcas, enquanto Lio Rush manteve o NXT Cruiserweight Championship contra representantes do RAW e SmackDown; em uma das três lutas não interbrand no card, Adam Cole manteve o NXT Championship contra Pete Dunne.
No Raw na segunda-feira seguinte, como parte de um grande "debate" discutindo o desempenho do Raw durante o Survivor Series, Seth Rollins puniu Kevin Owens por participar da luta WarGames com o Team Ciampa, questionando sua lealdade ao Raw e zombeteiramente referindo-se a ele como "Mr . NXT ". Em resposta, Owens executou um stunner e o desafiou para uma luta mais tarde no show. A luta terminaria em uma vitória por desqualificação para Owens após o ex- Campeões de Duplas do NXT AOP (Akam e Rezar) (que Rollins castigou anteriormente por não terem participado do Survivor Series) atacaram Owens. Rollins então aplicou dois Stomps em Owens.
Após o desempenho dos companheiros de equipe de Tommaso Ciampa, Dominik Dijakovic e Keith Lee na luta WarGames (com a equipe Ciampa vencendo) e também o desempenho de Lee no Survivor Series, William Regal anunciou que Dijakovic e Lee teriam a oportunidade de desafiar Bobby Fish and Kyle O'Reilly pelo NXT Tag Team Championships em 27 de novembro no episódio do NXT. Fish, no entanto, acabou sofrendo uma lesão e foi substituído por seu colega Roderick Strong, onde Strong e O'Reilly derrotaram Dijakovic e Lee para reter os títulos.
No episódio de 27 de novembro de NXT, toda o roster (incluindo NXT UK) celebrou a vitória de sua marca sobre Raw e SmackDown no Survivor Series apenas para a interrupção de The Undisputed Era. Cole afirmou que a única razão pela qual a marca NXT era dominante era devido a seu grupo e não por causa do roster. Cole também mencionou que a equipe não fez absolutamente nada no fim de semana. Ciampa lembrou Cole que foi sua equipe que derrotou a The Undisputed Era no WarGames e avisou que seus dias de segurar seus títulos estavam contados, com Ciampa se concentrando no NXT Championship de Cole. Finn Bálor então interrompeu e afirmou que Ciampa estava no seu caminho. Em resposta, Ciampa lançou um desafio a Balor, que este concordou. Durante a luta, Bálor derrotou Ciampa, por interferência de Cole. Após a luta, Bálor aplicou um Pele Kick em Cole.
Após a emboscada de Dakota Kai em Tegan Nox no WarGames, Kai enfrentou Candice LeRae no episódio de 27 de novembro do NXT, onde Kai atacou LeRae com a joelheira de Nox, então LeRae venceu por desqualificação. Enquanto Kai tentava atacar LeRae com a cadeira, Ripley veio em ajuda de LeRae. Mais tarde naquela noite, Ripley teve um confronto cara a cara com Shayna Baszler, e a parabenizou por derrotar Becky Lynch e Bayley no Survivor Series. Ripley então lembrou Baszler que sua equipe derrotou a equipe de Baszler no WarGames e então lançou um desafio para Baszler pelo NXT Women's Championship. No episódio de 18 de dezembro do NXT, Ripley derrotou Baszler para ganhar o NXT Women's Championship, também terminando o reinado de Baszler em 416 dias.